# ميخائيل بارسونز
ميخائيل بارسونز (26 نوفمبر 1984 - )  (بالإنجليزية: Michael Parsons)‏ هو لاعب كريكت بريطاني.